# ولبة (مقاطعة)
مقاطعة ولبة (بالإسبانية: Huelva، أويلبا) هي مقاطعة إسبانية تقع في جنوب غرب الدولة، تقع ضمن حدود منطقة أندلوسيا.
عاصمتها هي مدينة ولبة، تنقسم المقاطعة إلى 79 بلدية.

## الجغرافيا
تقع مقاطعة ولبة في جنوب غرب إسبانيا ، تحدها من الشمال مقاطعة بطليوس، ومن الجنوب المحيط الأطلسي، ومن الجنوب الشرقي مقاطعة قادس، ومن الشرق مقاطعة إشبيلية، ومن الغرب البرتغال.
تبلغ مساحة مقاطعة ولبة 10.148 كم².

## الديموغرافيا
يبلغ عدد سكان مقاطعة ولبة 521.220 نسمة عام 2011 (وفقاً للمعهد الوطني للإحصاء الإسباني).
فيما يلي قائمة أكبر البلديات من حيث عدد السكان (بتاريخ 1 يناير 2011):
1. ولبة 148.918 نسمة
2. ليبي 27.241 نسمة
3. ألمونتي 22.525 نسمة
4. إسلا كريستينا 21.903 نسمة
5. أليامونتي 20.763 نسمة
6. موغير 20.418 نسمة
7. كارتايا 19.044 نسمة
8. ألخاراكي 18.937 نسمة
9. بونتا أومبريا 14.899 نسمة
10. بويويوس بار ديل كوندادو 14.055 نسمة

## علماء أندلسيون
في حقبة الحكم العربي الأندلسي، تخرج من ولبة ونواحيها العديد من العلماء والشعراء والفقهاء، أشهرهم:
- أبو عبيد البكري الأونبي.
- علي بن حزم الأندلسي، رغم ولادته في قرطبة، إلا أن أصله من ولبة ودفن في نواحيها، حتى سما أحد كتبه كورة أونبة [6][7]
- ابن خلفون، عالم بالحديث.

وقد أبحر منها خشخاش بن سعيد بن أسود وكريستوفر كولومبوس.